# 雷马拉尔
雷马拉尔（法語：Rémalard，法語發音：[ʁemalaʁ] ⓘ）是法国奥恩省的一个旧市镇，属于莫尔塔涅欧佩什区。2016年，雷马拉尔与临近的2个市镇合并为新市镇佩尔什地区雷马拉尔，雷马拉尔为新市镇行政中心。

## 地理
雷马拉尔（48°25'44"N, 0°46'20"E）面积20.89 平方千米，位于法国诺曼底大区奧恩省，该省份为法国西北部内陆省份，北起顺时针与卡爾瓦多斯省、厄尔省、厄尔-卢瓦省、萨尔特省、马耶讷省和芒什省接壤。
与雷马拉尔接壤的市镇（或旧市镇、城区）包括：勒马日。

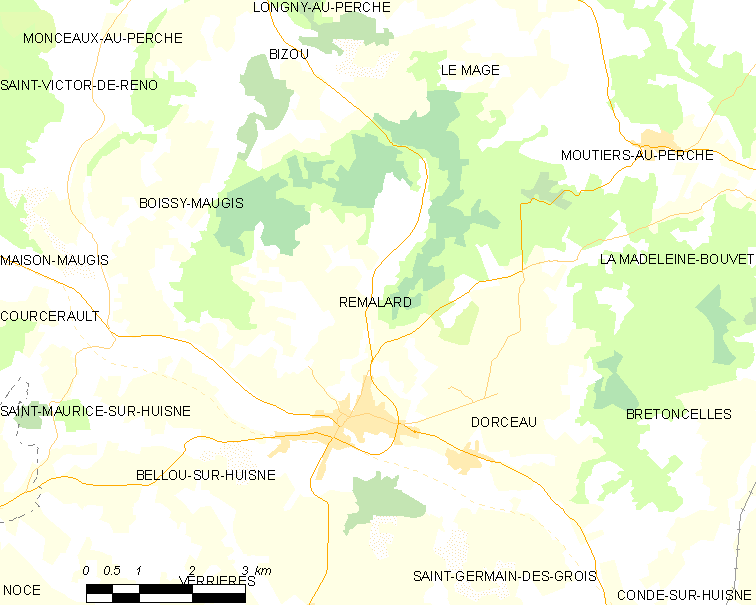
雷马拉尔的OSM定位图

雷马拉尔的时区为UTC+01:00、UTC+02:00（夏令时）。

## 行政
雷马拉尔的邮政编码为61110，INSEE市镇编码为61345。

## 政治
雷马拉尔所属的省级选区为布勒通塞勒县。

## 人口

1962-2008年间雷马拉尔人口变化图示

雷马拉尔于2013时的人口数量为1212人。